# Daniel Buren

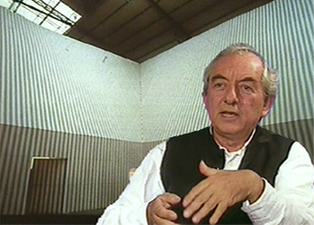
Daniel Buren arcképe

Daniel Buren (Boulogne-Billancourt, 1938. március 25. –) francia festő, szobrász, konceptualista művész.

## Művészete
Európai érzékenységet mutató francia koncept-művész. Nála nem szövegek jelennek meg, hanem csíkok. Mindig 8,2 cm széles csíkokra osztott függőleges struktúrákat hoz létre. Mindig fehér csík váltakozik valamilyen más színű csíkkal. Ez egy teljesen személytelen struktúra, ami a művész teljesen személyes védjegyévé, szignójává válik. (mint például Jasper Johns zászlóinak esetében)
Buren elismeri, hogy az élményanyag, amelyben a mű született, meghatározza a jelentést. Ezt azzal juttatja kifejezésre, hogy védjegyét, a függőleges sávokat, váltakozó elrendezésben ismételgeti. Az idők során sem elgondolása, sem kifejezésmódja nem változott, régebben különböző anyagokra is festett.

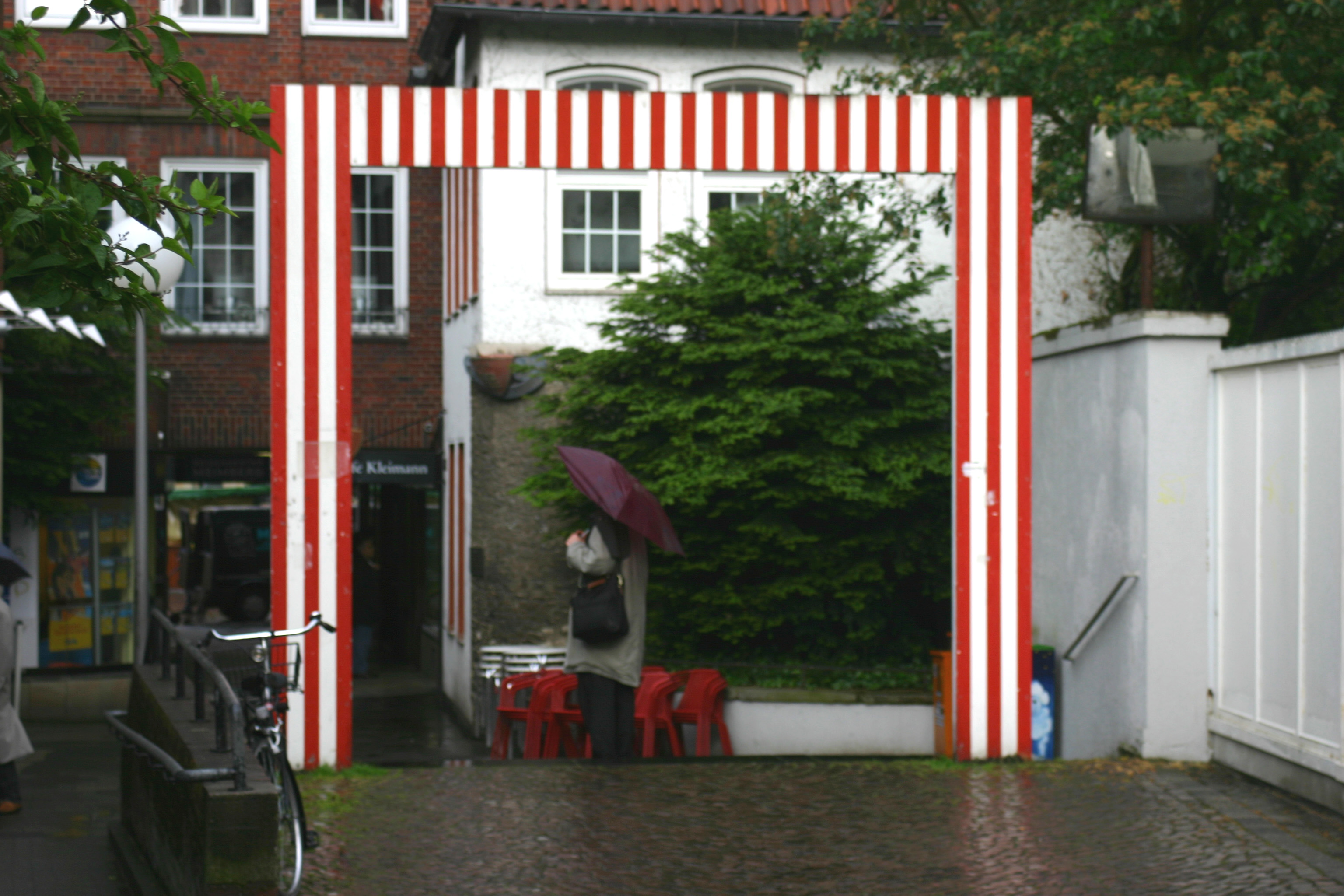
Kapu (négy projekt céljainak)
Domgasse (1987)

Eleinte művei nem múzeumokban, hanem a valahol városok terein, középületek falain jelentek meg.

## Műveiből

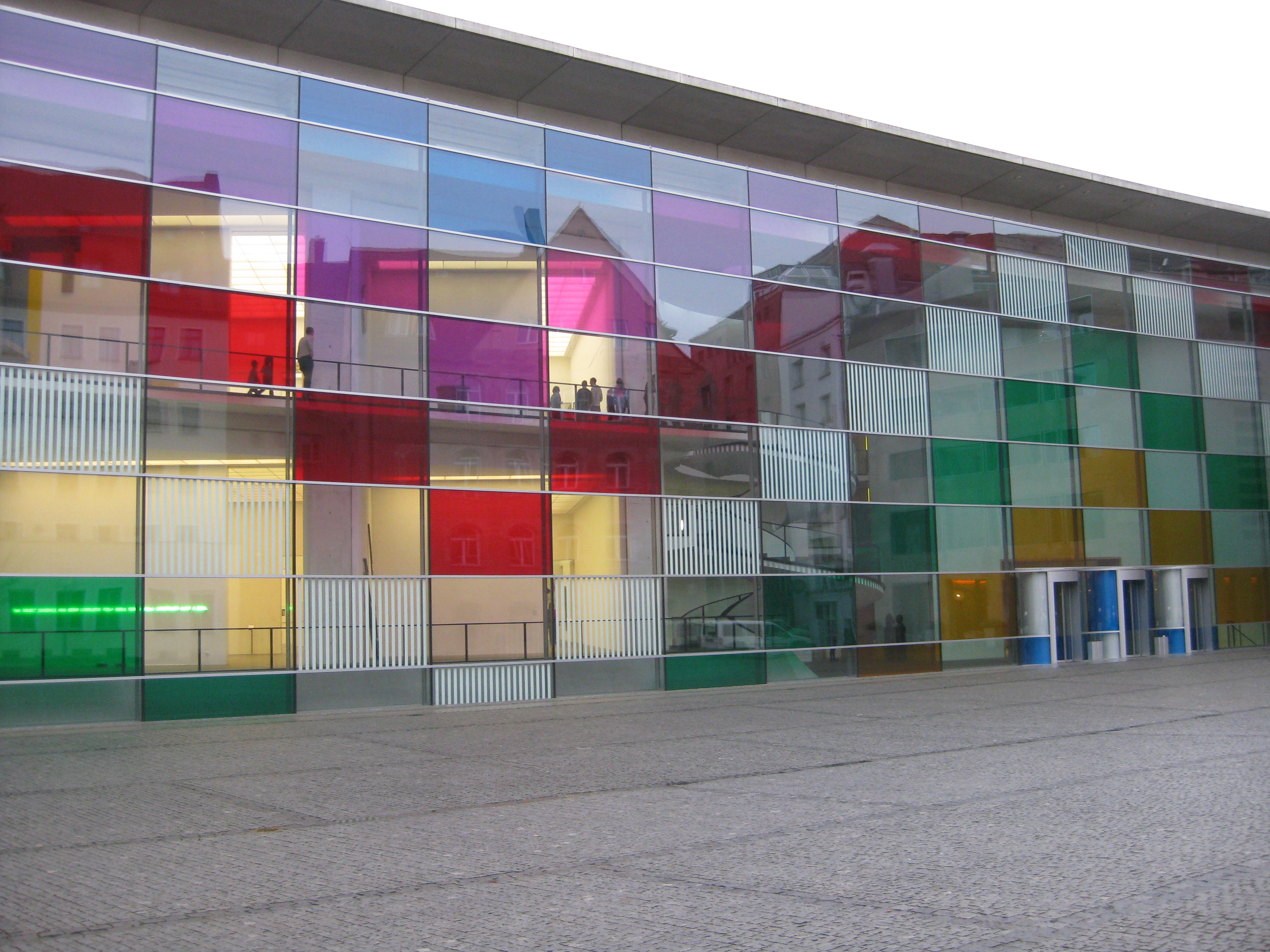
Új Múzeum, Nürnberg

- 190 állomás Párizsban, Fehér és narancs csíkok: 190 metróállomáson helyezte el „kisajátított" jelét. Ebben benne van a művész innovációja; hogy ez innováció-e vagy sem. Továbbá bizonyítja, hogy a dolgok soha sem önmagukban léteznek.

Legszebbek talán, amikor történeti épületekkel kontraszttálja ezt a csíkos struktúrát, visszafogott konceptuális alkotásokat hozva létre.
- Két szint: Ez egy óriási, látványos szobrászati elrendezés, amely a párizsi Palais Royal Cour d'Honneur számára készült. A fekete és fehér márványcsíkokból összeállított oszlopok egyforma, szikár sorozatokba rendeződnek a központi téren. Az alkotás hatását teljesen a környezet irányítja, hiszen Buren munkáját egy meglévő építészeti tér interpretációjának szánta (háttérben láthatók az eredeti oszlopok).